# Franz von Lenski
Franz von Lenski (* 11. März 1865; † 20. Januar 1942) war ein Generalleutnant in der Preußischen Armee.

## Leben
Franz von Lenski besuchte die Preußische Hauptkadettenanstalt in Berlin-Lichterfelde und wurde anschließend am 18. September 1886 als Sekondeleutnant in das 2. Rheinische Feldartillerie-Regiment Nr. 23 der Preußischen Armee in Köln eingestellt. Nach der Vereinigte Artillerie- und Ingenieurschule in Berlin und Dienst auf den Truppenübungsplätzen Griesheim und Friedrichsfeld besuchte Lenski die Preußische Kriegsakademie in Berlin, wurde zur Kavallerie und zur Infanterie kommandiert und kam danach zum Großen Generalstab unter Generalstabschef von Schlieffen. Dort diente er in verschiedenen Abteilungen, und wurde zum Hauptmann befördert. 1902 wurde er zum Major befördert, und diente im Generalstab der Festung Köln unter Gouverneur und Generalleutnant Maximilian von Hagenow, und im Generalstab des XVI. Armee-Korps in Metz. Nach einer Verwendung als Oberstleutnant und Abteilungskommandeur im 1. Unter-Elsässischen Feldartillerie-Regiment Nr. 31 wurde Lenski am 20. April 1910 unter Versetzung in den Generalstab der Armee zum Chef des Generalstabes des Gouvernements von Straßburg ernannt.
Nachdem man ihn am 22. April 1912 zum Oberst befördert hatte, wurde er am 18. Februar 1913 zum Kommandeur des Holsteinischen Feldartillerie-Regiment Nr. 24 ernannt, das er nach dem Ausbruch des Ersten Weltkriegs an der Westfront führte. Ende August 1914 erlitt er eine schwere Beinverletzung, die ihm das Reiten fast unmöglich machte. Im Oktober 1914 gab er daher das Kommando über das Regiment ab, um sich einer Operation zu unterziehen. Nach seiner Gesundung war Lenski als Inspekteur der Ersatz-Abteilungen des XX. Armee-Korps tätig.
Franz von Lenski lebte nach seiner Pensionierung in Güstrow, ehemaliger Garnisonsort des Feldartillerie-Regiments Nr. 24. Sein archivalischer Nachlass wird im Bundesarchiv in Freiburg i.Br. aufbewahrt.

## Schriften
- Über Material, Schießverfahren, Taktik und Organisation unserer Feldartillerie im Vergleich zur Französischen. In: Militär-Wochenblatt, Beiheft 5, 1908.
- Aus den Leutnantsjahren eines alten Generalstabsoffiziers. Georg Bath, Berlin 1922.
- Lern- und Lehrjahre in Front und Generalstab. Bernard & Graefe, Berlin 1939.